# Smith & Mighty
Smith & Mighty was een triphopgroep uit Bristol. Aanvankelijk bestond deze uit Ray Mighty en Rob Smith. Later werd de groep uitgebreid met Peter D. Rose. De groep werd zelf nooit heel bekend maar speelde wel een voorname rol in de ontwikkeling van triphop in de jaren negentig en steunde ook de carrière van diverse drum-'n-bass-artiesten uit hun woonplaats, zoals Roni Size en DJ Krust.

## Geschiedenis
Ray Mighty en Rob Smith werden actief in het plaatselijke hiphop- en dancecircuit van Bristol. Het tweetal maakte in 1988 hun debuut met de singles Walk On By en Anyone, covers van respectievelijk Dionne Warwick en Burt Bacharach. Ook waren ze betrokken bij de debuutsingle Any Love van hun plaatsgenoten van Massive Attack. Hitsucces was er met hun productie van Wishing on a Star (1989) van de kortstondig bestaande rapgroep Fresh Four. Ook maakten ze remixes voor Neneh Cherry en Beats International. Door problemen met de platenmaatschappij, die hun debuutalbum niet accepteerde, stagneerde de jaren daarna de productiviteit van de groep. Om verder te kunnen, richtten ze het label More Rockers op. Daar verscheen in het najaar van 1995 het album Bass Is Maternal. Vanaf het begin werkten ze vaak samen met producer Peter D. Rose, aanvankelijk achter de schermen, maar vanaf eind jaren negentig werd hij ook officieel lid van de groep. In 1998 kwamen ze onder contract bij Studio !K7. Hier mixten ze een DJ Kicks-album en verscheen in 1999 het album Big World Small World. In 2002 verscheen nog Life Is... Daarna viel de groep geruisloos uiteen. In 2018 kwamen ze nog kort onder de aandacht toen allerlei onuitgebracht instrumentaal werk werd uitgebracht op Ashley Road Sessions 88-94.

## Discografie
- Bass Is Maternal (1995)
- DJ Kicks (mixcompilatie) (1998)
- Big World Small World (1999)
- Life Is... (2002)
- Retrospective (2004)
- Ashley Road Sessions 88-94 (compilatie) (2018)